# Giovanni Arnolfini

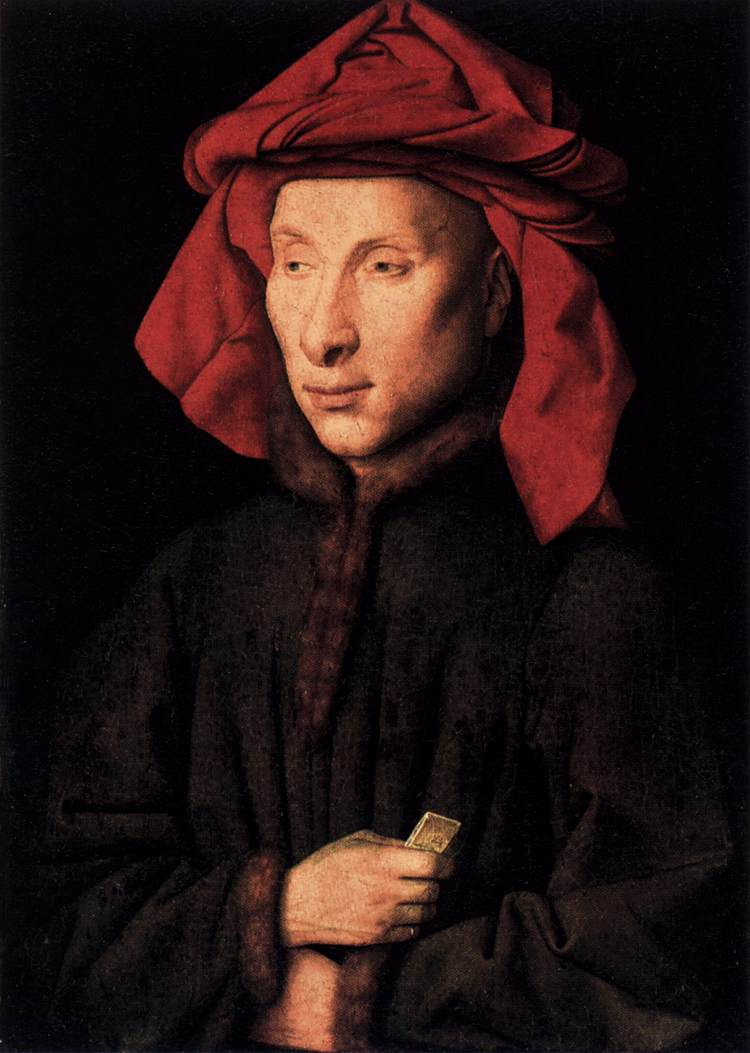
Ritratto di Giovanni Arnolfini, Berlino

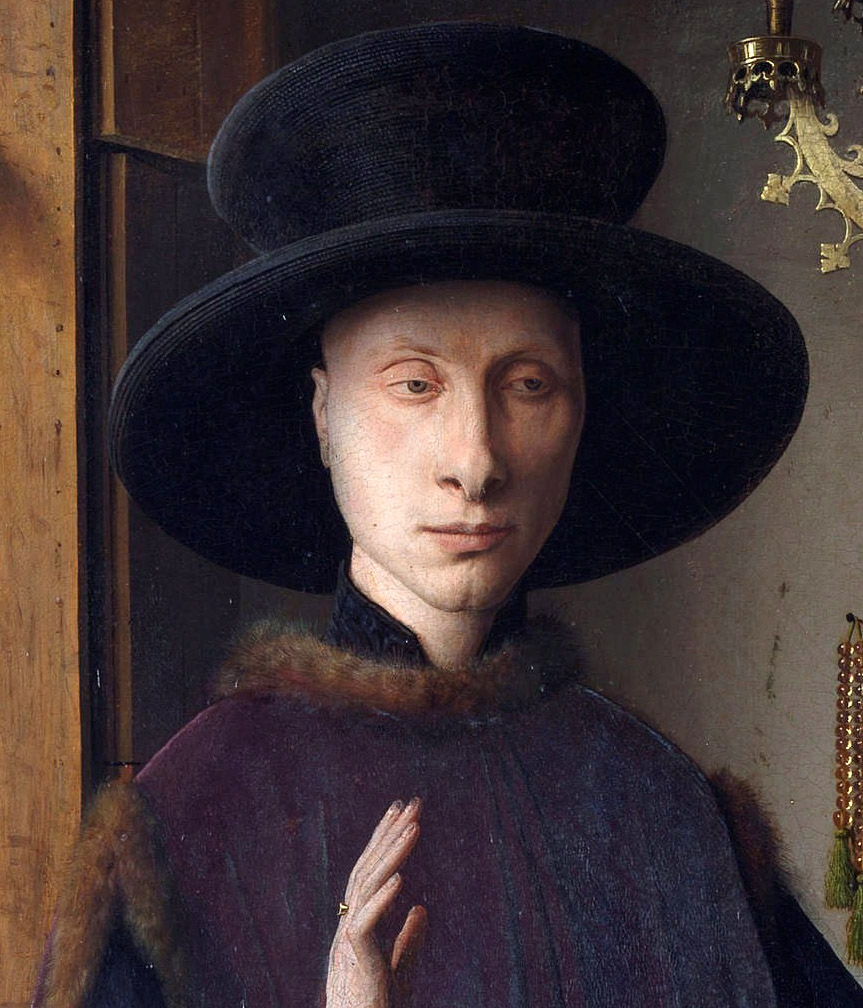
Ritratto dei coniugi Arnolfini
(particolare), Londra

Giovanni di Nicolao Arnolfini (Lucca, 1400 circa – Bruges, 11 settembre 1472) è stato un mercante e mecenate italiano naturalizzato francese.

## Biografia
Stabilitosi a Bruges nel 1421, fu rappresentante della casa commerciale di Marco Guidiccioni (menzionato anche con il nome francesizzato Marc Guidecon). Tra i più attivi residenti italiani di Bruges, allora principale porto del Ducato di Borgogna e centro finanziario tra i più importanti d'Europa, ebbe relazioni commerciali con lo stesso duca Filippo il Buono finché, nel 1461, non ne divenne consigliere personale. In quell'occasione venne ammesso nella nobiltà borgognona.
La sua figura è nota oggi soprattutto per la relazione con il pittore di corte Jan van Eyck, che lo ritrasse almeno due volte: una nel celeberrimo ritratto con la moglie (1434), una delle opere più importanti del Quattrocento europeo, oggi alla National Gallery di Londra; l'altra in un ritratto da solo (1440 circa) oggi alla Gemäldegalerie di Berlino.

## Studi paleopatologici
Secondo uno studio dell'Imperial college di  Londra, condotto sui tratti del mercante e che ha indagato elementi come il pallore del volto, la perdita dei capelli e l'uso della pelliccia in ambiente chiuso in periodo estivo, Arnolfini doveva soffrire di ipotiroidismo.